# Полуподводный катер Боткина
Полуподводный катер Боткина (другие названия водобронный минный катер, полуподводная лодка, погружающийся катер, «катер с особыми приспособлениями для ныряния», неофициальное название у моряков «Чилим» по одноимённому водяному ореху, растущему на поверхности воды, но способному подобно катеру опускаться под воду) — проект полуподводной лодки с волновым движителем лейтенанта Александра Боткина, сына знаменитого врача Сергея Боткина.
Полуподводный катер Боткина относился к категории «полуподводных» — частично погружающихся малозаметных лодок или катеров.

## Предпосылки создания
Изобретатель катера А. С. Боткин был врачом, мореплавателем и гидрографом морского министерства флота России, четвёртым сыном знаменитого врача Сергея Петровича Боткина. В 1900—1901 году Боткин по служебному заданию ездил в США для изучения проектов строительства Панамского канала и самых передовых технических разработок в области военно-морского кораблестроения, в 1902 году систематизировал в России полученный в США технический опыт, а в 1903—1904 годах по поручению командования ездил в Европу для изучения производства двигателей с покупкой подходящего для военно-морского флота России двигателя.
Идея катера появилась у Боткина в ходе ознакомительной поездки за границу в начале 1900 года. В то время в российском военно-морском флоте наблюдался повышенный интерес к постройке подводных и полуподводных лодок, в Морской технический Комитет было направлено несколько десятков проектов подводных лодок от изобретателей и заводов; на Балтийском флоте строилась первая боевая подлодка России «Дельфин».
Катер предполагалось использовать как элемент манёвренного минного заграждения — скопления катеров или лодок, которые продолжительное время крейсируют вокруг охраняемого объекта (подступы к морским базам, проливы, узости и прочее). Элементы минного заграждения предполагалось вооружать малыми катерными минами (торпедами) Уайтхеда, а дистанция между элементами минного заграждения определялась как двойная дистанция дальности действия самодвижущихся мин (торпед). По мнению Боткина, для подвижного минного заграждения не было необходимости строить полноценную подводную лодку, а достаточно «полуподводных» (частично погружающихся) малозаметных лодок.
Для проекта предусматривалось использование «волнового движителя» — закреплённых в оконечностях судна упругих поверхностей в форме трапеций, которые передают импульс от воздействия воды на движение судна. Идею такого движителя Боткин заимствовал в ходе заграничных наблюдений, когда на его глазах в Неаполитанском заливе оснащённая таким движителем шлюпка развила скорость в 3-4 узла.

## Технические характеристики
Подобно проекту «Кета», катер Боткина представлял собой полуподводное судно, причём также был выполнен на базе корпуса одной из подводных лодок Джевецкого III серии. Глубина погружения регулировалась двумя балластными цистернами водоизмещением 1 т и не превышала позиционное положение «под рубку». Водоизмещение катера с балластом 14 т, наибольшая длина 8,7 м, диаметр корпуса 1,98 м, мощность керосинового мотора 14 л. с., скорость в зависимости от степени нагружения 4 — 7 узлов; вооружение — 2 наружных «минных аппарата-решётки» для стрельбы торпедами Шварцкопфа в сторону кормы.
Сам катер по форме представлял собой короткое веретено длиной 7,8 метра при диаметре в 1,95 метра с массивным килем яхтенного типа, небольшой надстройкой с входным люком и глухой командирской рубкой.
На катере были установлены кормовые и балластные цистерны объёмом 1 м³ каждая, отделённые от основного катера поперечными водонепроницаемыми переборками. Заполняться цистерны должны были под напором воды, а опорожняться ручной помпой. Керосиномотор мощностью 14 лошадиных сил с гребным винтом по плану давал бы скорость от 4 до 7 узлов. Водоизмещение катера составило 12 тонн.
Подобно подводным лодкам на катере были вертикальные и горизонтальные рули (в которые были переделаны «плавники» от волнового движителя), однако катер Боткина был неспособен к погружению, поэтому рули использовались только для придания требуемого ходового дифферента.
В ходе дальнейших работ после января 1905 года были изготовлены и установлены решётчатые пусковые контейнеры (аппараты) для торпед системы Шварцкопфа, приспособление для ударной мины, две ракетные трубы и компас. Рубка и надводная часть корпуса были защищены стальными листами толщиной 12 миллиметров, а нижний пояс слоем стали толщиной в 9 миллиметров. Уже перед отправкой на Дальний восток по инициативе Боткина была установлена дополнительная стальная защита для переменной ватерлинии.
В мае-июне 1905 года Балтийский завод изготовил и установил на катере решётчатые минные аппараты, а через месяц Санкт-Петербургский порт выделил из своих арсеналов для подлодки 4 торпеды Шварцкопфа типа В-50.

## Строительство
С разрешения Главного морского штаба Боткин провёл в Опытовом бассейне испытания сначала модели, а затем и 15-футового вельбота с приспособлениями. Проводивший испытания заведующий бассейном А. Н. Крылов заключил, что в целом модель работоспособная, но для более детальной проверки необходимо провести испытания в море при естественном волнении. После этого Боткин продолжил испытание снабжённой «плавниками» шлюпки на озере Малоярви.
В конце 1902 года А. С. Боткин по результатам испытаний составил проект полуподводного катера и начал постройку его за счёт собственных средств на Петровском острове недалеко от своей квартиры (Спасская ул., 2). Из-за кустарного способа производства корпус катера изготавливался из двух слоёв досок на внутренних деревянных шпангоутах.
Однако изготовление внутренних механизмов уже было невозможно без заводской помощи, поэтому в сентябре 1903 года через управляющего морским министерством Боткин получил помощь с Балтийского завода. В начале октября два слесаря с завода установили на подлодке керосиномотор завода Sautter-Harlé. 28 января 1904 года на больших санях лодку перевезли на Балтийский завод и поставили в каменный эллинг, окружённый деревянным забором с калиткой на запоре, где уже и проходила дальнейшая достройка (сам проект считался секретным). Несмотря на начавшуюся русско-японскую войну в 1904 году на катере были установлены почти все требуемые механизмы: водяная и воздушная системы, газоотводные трубы, якорный и рулевые приводы, люки и горловины. Работами руководил М. И. Пайдаси, который в 1902 году участвовал в строительстве первой русской боевой подводной лодки «Дельфин». В достройку подлодки внёс вклад и главный инженер французского завода Сотера-Арле Боше.
В 1904 году был создан «Особый комитет по усилению флота на добровольные пожертвования». Руководивший комитетом великий князь Александр Михайлович симпатизировал проектам постройки подводных лодок, поэтому расходы на строительство катера Боткина были в конечном счёте отнесены на счёт комитета.
Принципиально новый волновой движитель потребовал много времени на свою доводку, поэтому Боткин ради ускорения строительства катера установил на лодку обычный двигатель.
В начале января 1905 года комендант Владивостокского порта попросил Морское министерство прислать катер Боткина, в связи с чем Управляющий министерством вице-адмирал Ф. К. Авелан приказал Балтийскому заводу ускорить работы по достройке катера.
Катер строили в течение полутора лет, а его изготовление обошлось в 9 588 рублей, которые были списаны на счёт Особого комитета. В ходе работ Боткина сначала заменял по мере необходимости капитан 2-го ранга Н. П. Головнин, а потом офицер подводного плавания мичман Соллогуб (который впоследствии и отправился с катером на Дальний Восток).

## Эксплуатация
24 июня 1905 года главнокомандующий русскими войсками в Маньчжурии генерал Н. П. Линевич попросил нового морского министра вице-адмирала А. А. Бирилёва отправить катер Боткина в Николаевск-на-Амуре для обороны Амурского лимана. Однако до замерзания Амурского лимана катер не успевали доставить в Николаевск, поэтому было решено отправить его во Владивосток.
17 августа катер Боткина прошёл испытания в Кронштадте. В ходе испытаний обнаружилась низкая собственная скорость катера, поэтому его взял на буксир сопровождающий корабль. При большой скорости обнаружилась ещё одна проблема: зарывание в воду минных решёток. В результате на переход от Петербурга до Кронштадта было потрачено 5 часов. После пуска одной торпеды 18 августа катер вернулся в Петербург.
19 августа мичман Соллогуб доставил катер на железнодорожную станцию Новый Порт и организовал его погрузку на железнодорожную платформу. На время транспортировки с катера были сняты выступающие по бортам торпедные аппараты и кормовые стабилизаторы. Катер уехал из Петербурга 22 августа в составе эшелона № 221, а 29 сентября прибыл во Владивосток на двухосной платформе, но «без особых приспособлений для ныряния».
Катер был включён в состав Отдельного отряда миноносцев (подводных лодок) под командованием лейтенанта А. В. Плотто и всю зиму простоял во льдах у блокшива «Абрек». На нём находился экипаж из 2 человек: одного матроса и мичмана Соллогуба (автор проекта Боткин остался в Петербурге), вынужденных обходиться без отопления в зимнее время. В состав Сибирской флотилии не входила, в боевых действиях не участвовала, а проходила по ведомостям как вспомогательное судно-минный катер отдельного отряда миноносцев (подводных лодок) порта Владивостока.
После Русско-японской войны использовалась для перевозки грузов и провианта в расположенные неподалёку бухты (в частности, бухту Улисс). Потом мотор с неё перенесли на портовый катер, а после 1906 года по некоторым данным разобрали на металл. Однако, по данным В. Р. Чепелеева, существуют фотографии подлодки во Владивостоке уже периода гражданской войны и иностранной интервенции, поэтому вероятно, подлодку разобрали на металл позднее, в 1920-х годах.

## Командиры
- 1904—1905: лейтенант Александр Сергеевич Боткин
- 1905—1906: мичман Владимир Владимирович Соллогуб
- 1906: Н.-М. Д. Гаевский

## Оценка проекта
Военное руководство крайне отрицательно высказалась о боевых качествах катера Боткина. Например в «Отчёте о деятельности подводных лодок во Владивостоке в минувшую войну» А. В. Плотто писал «была крайне неповоротливая, с керосиновым мотором, часто отказывающим действовать… Она, оказывается, ни ходить под водой не может, ни нырять… Употреблялась она для возки провизии, когда уже другого, более удобного, средства сообщения на рейде не было». В документе «Выводы по отчётам о действиях подводных лодок…» Заведующий подводным плаванием контр-адмирал Э. Н. Щенснович заявил «Лодка Боткина не была совсем использована по невозможности нырять». Ещё одним недостатком катера Боткина оказалась маленькая скорость хода всего в 2 узла. В целом катер А. С. Боткина планировался для решения тех же задач, что и «Кета» С. А. Яновича, но уступал ей по боевым качествам. Сама же идея манёвренного минного заграждения, под которое изначально создавался катер Боткина, на русско-японской войне не пригодилась. В довершении всех проблем к незначительной боевой ценности вместе с подлодкой не были доставлены торпеды Шварцкопфа.